# Marek Lemsalu
Marek Lemsalu est un footballeur international estonien né le 24 novembre 1972 à Pärnu en RSS d'Estonie. Il évolue au poste de défenseur central de la fin des années 1980 à la fin des années 2000.
Après des débuts au SK Tallinna Sport, il évolue notamment au FC Flora Tallinn avec qui il est championnat d'Estonie à quatre reprises et vainqueur deux fois de la Coupe d'Estonie, au FSV Mayence, au Bryne FK et au Levadia Tallinn, club avec qui il gagne de nouveau trois titres de champion et une coupe. 
Il compte 86 sélections pour trois buts inscrits en équipe d'Estonie.

## Carrière
Sa première sélection en équipe nationale a eu lieu en 1991, sa dernière en 2007.
Il a fait un essai à l'AS Saint-Étienne lors de la saison 2001-2002 mais n'a pas été retenu malgré un but inscrit lors d'un match amical.

## Palmarès
FC Flora Tallinn
- Championnat d'Estonie (4) : 1993/94, 1994/95, 1997/98, 1998
- Coupe d'Estonie (2) : 1994/95, 1997/98
- Supercoupe d'Estonie (1) : 1998

FC Levadia Tallinn
- Championnat d'Estonie (3) : 2006, 2007, 2008
- Coupe d'Estonie (1) : 2007